# محمد خیر الدین میرزا، خورشید جاه بهادر

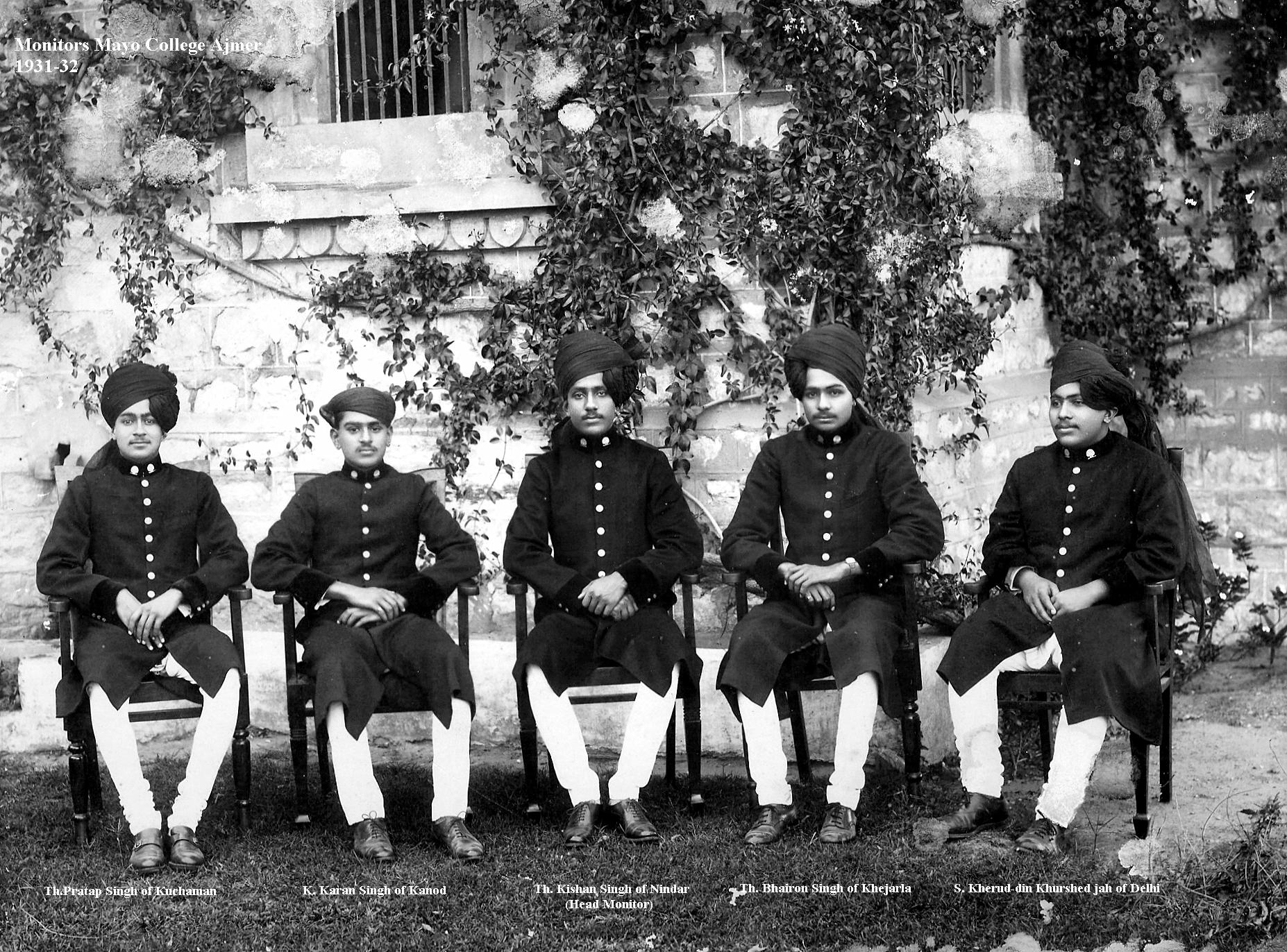
شاهزاده خورشید دهلی، سمت راست نشسته‌است

میرزا محمد خیر الدین خورشید جاه بهادر (زاده ۱۵ اکتبر ۱۹۱۴- درگذشت۳ اوت ۱۹۷۵) تنها پسر میرزا محمد فیاض الدین در رنگ محل دهلی متولد شد. او در سال ۱۹۳۱ توسط دولت هند به اسم رئیس سلسله تیموریان به رسمیت شناخته شد، چون از راه هر دو والدین خود با سلسله مغول مرتبط است. پدر او از نوه‌های امپراتور مغول، شاه عالم دوم و یک صیغه ای می‌باشد و مادر وی برادر سلف او به نام رئیس سلسله مغول بود. او پس از تجزیه هند در سال ۱۹۴۷ به لاهور در پاکستان مهاجرت نمود.

## خانواده
میرزا محمد با نواب زادی ارغوانی بیگم صاحبه (زاده ۲ ژانویه ۱۹۲۰) ازدواج کرد و صاحب دو فرزند پسر و چهارفرزند دختر شد.
دخترها
- ازدواج صباحات جاه بیگم صاحبه با کامران مظفر ضیجه
- ازدواج زکاوت جاه بیگم صاحبه با خیوم رفیع احمد
- فصاحت جاه بیگم صاحبه (متولد ۲۳ سپتامبر) با ساجد عارف نعمانی ازدواج کرد
- ازدواج نبحات جاه بیگم صاحبه با حسین لوطیه